# Praia do Meco
Vista geral da Praia do Meco.
A Praia do Meco (ou Praia do Moinho de Baixo) é uma praia situada junto à Aldeia do Meco, na costa ocidental do concelho de Sesimbra.

## História

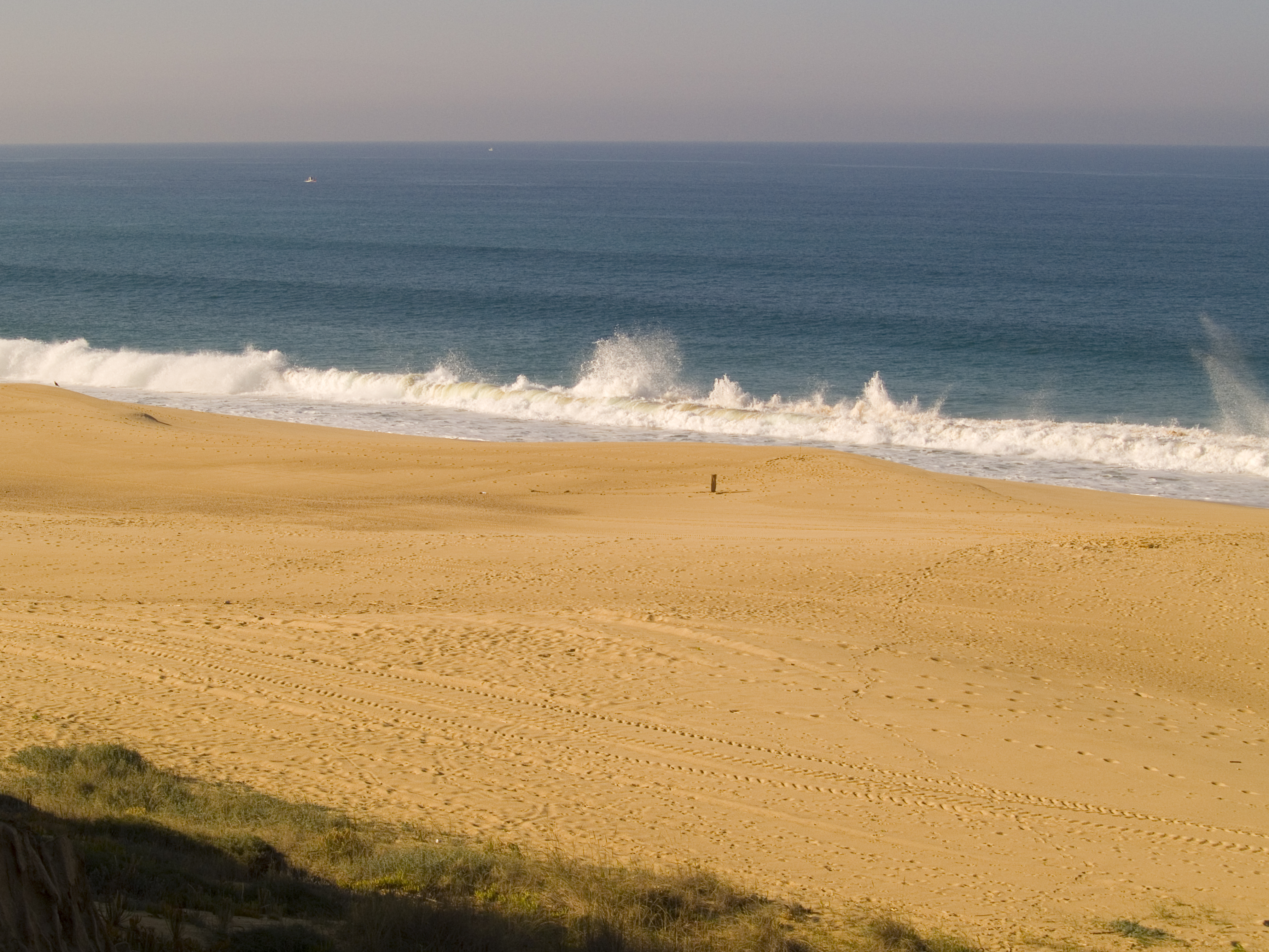
O vasto areal da Praia do Meco.

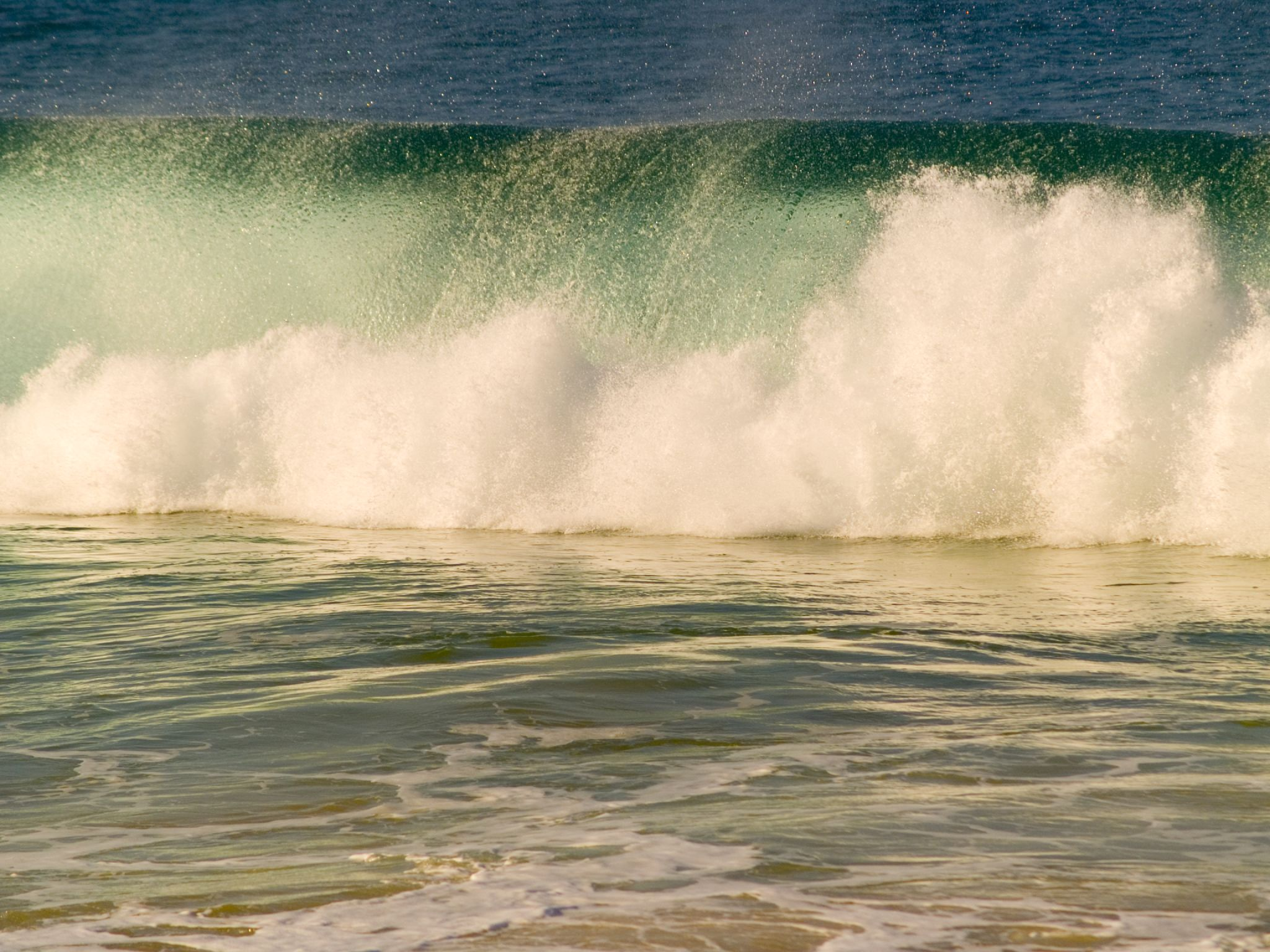
As ondas da Praia do Meco.

A praia da Aldeia do Meco permaneceu praticamente desconhecida devido ao isolamento e difíceis acessos. Começou a ganhar fama no Verão do princípio da década de 1970. Um grupo de hippies americanos, suecos e holandeses descobriu a praia, sem acesso por estrada. Quinze anos depois da chegada deste grupo, a praia tornou-se destino de férias de alguma elite lisboeta, composta sobretudo por artistas, políticos, gente da televisão e da alta finança.
Extensa (cerca de 4 km) e de mar por vezes bravio, a parte a sul da grande duna encontra-se legalizada para a prática de naturismo. Foi, aliás, este facto que celebrizou a Praia do Meco.
Esta praia é, anualmente, palco de um torneio internacional de ultimate frisbee: Torneio Internacional Bar do Peixe.
A Praia do Meco foi uma das 21 praias finalistas no concurso "As 7 Maravilhas - Praias de Portugal, na categoria de Praias de Arribas, em 2012.
Entre 2010 e 2014, nas suas proximidades realizou-se o Festival Super Bock Super Rock - (Em 2019, o Festival voltou ao Meco...)

### Tragédia do Meco
A 15 de dezembro de 2013, houve uma tragédia amplamente noticiada pelos media portugueses e conhecida com o nome de "Tragédia do Meco", na qual seis jovens estudantes da Universidade Lusófona, Tiago, Catarina, Carina, Joana, Andreia e Pedro, perderam a vida, arrastados por uma onda, à noite. Eram sete jovens, apenas um sobreviveu, João Gouveia, conhecido como "Dux". As famílias das vítimas perderam a ação cível em que reclamavam 1,3 milhões de euros à universidade e ao Dux. [carece de fontes?]

## Descrição
Um bar e um restaurante saúdam logo à entrada os banhistas, que dispõem de vários parques de estacionamento para as viaturas. Junto à principal entrada corre um riacho que atravessa as dunas. O areal está protegido por falésias e por pinhal e é interrompido apenas por um rochedo, a sul, já afastado da zona de rebentação. O mar pode ser bastante picado.

## Galeria

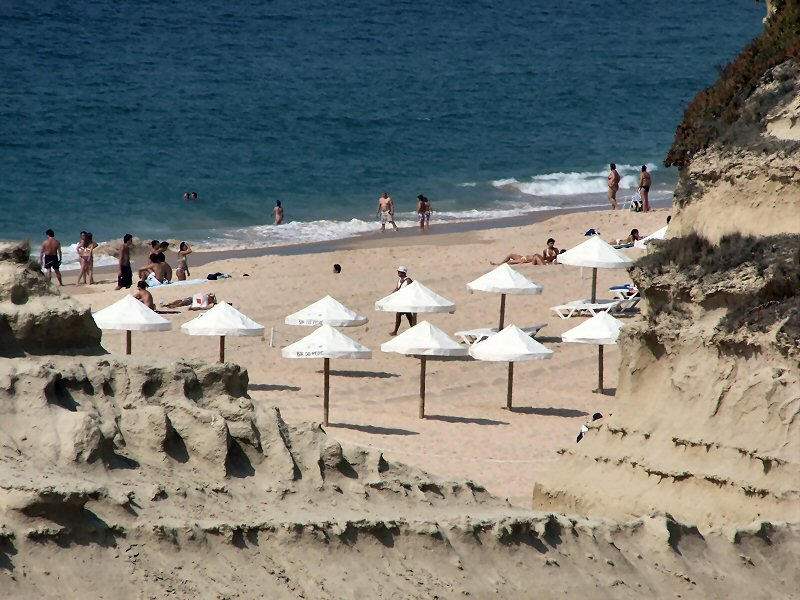
Praia do Meco
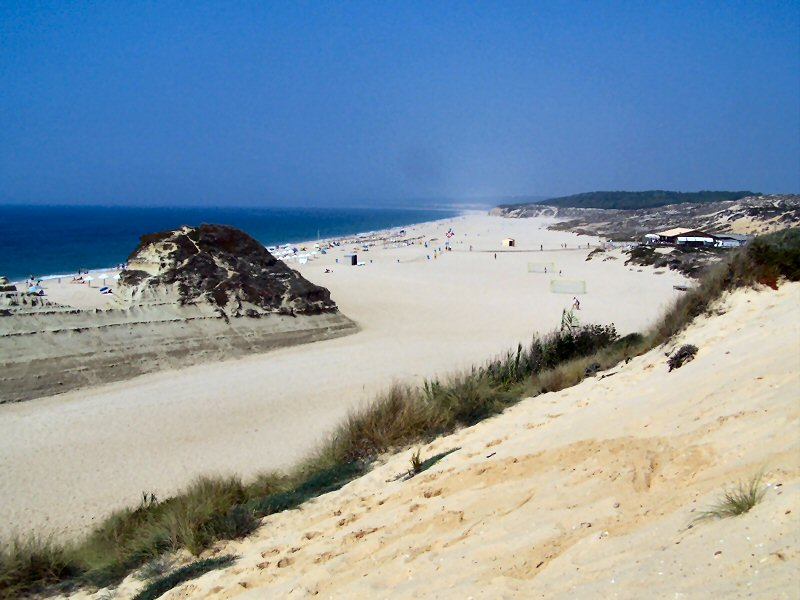
Duna na Praia do Moinho de Baixo (Meco)
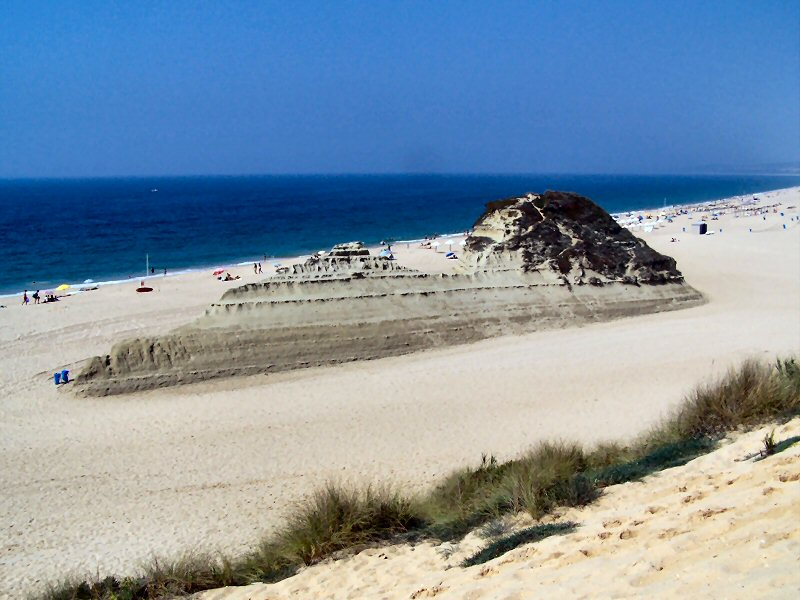
Duna na Praia do Moinho de Baixo (Meco)
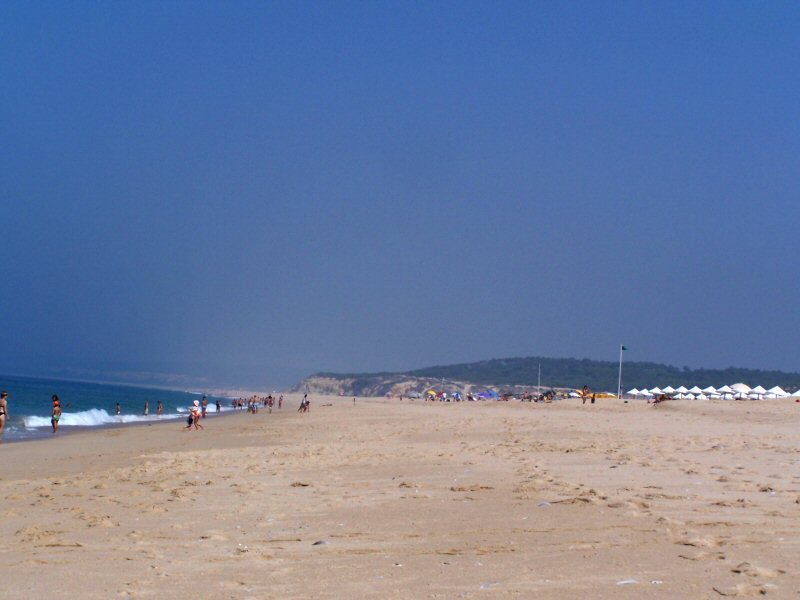
Praia do Meco, parte não naturista (a Norte)
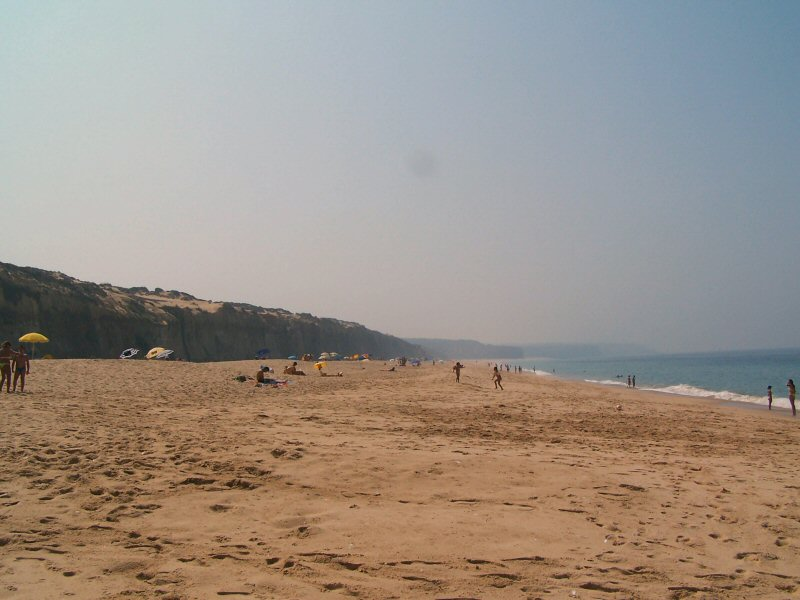
Praia do Meco, parte naturista (a Sul)

## Ligações Externas
- Caminhada na Praia do Meco (Youtube)
- Caminhada na Praia das Bicas (Youtube)